# 和田千弘

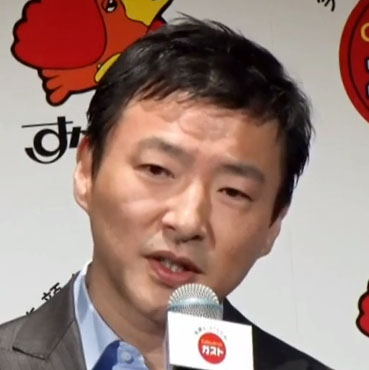
2019年撮影

和田 千弘（わだ ゆきひろ）は、日本の実業家。

## 来歴
- 東京大学法学部卒。マサチューセッツ工科大学（MIT）スローンスクール（経営大学院）経営学修士課程修了（MBA）。
- 東大卒業後、第一勧業銀行入行、大蔵省大臣官房調査企画課出向などを経験。マッキンゼー・アンド・カンパニーを経て、アルペン取締役企画本部長。
- アドバンテッジ・パートナーズのディレクター、Kurt Salmon（現Accenture Strategy, Retail Consulting Services）日本代表 マネージングパートナー、インターブランドジャパン 代表取締役社長CEO [1]、グーグル日本法人 事業戦略部門長、JapanTaxi 代表取締役副社長 兼 日本交通 取締役を歴任した後、すかいらーくホールディングス 取締役常務執行役員 CMO（最高マーケティング責任者）兼 CTO（最高技術責任者）[2]。Uber Eats営業部門日本代表執行役員などを歴任。
- 東京スター銀行取締役、PR TIMES社外取締役、ギグワークス社外取締役なども歴任。
- トリリオンパートナーズ創業、代表取締役マネージングパートナー& CEO。
- ゼレングループ創業、代表取締役社長グループCEO。M&Aによってゼレンホールディングス傘下としたリブゲート、メタテック、ドライブライン各社の代表取締役会長に就任。

## 著作
- 『マッキンゼー　リテール・バンキング戦略』（共著 ダイヤモンド社 2004/9 ISBN 447826077X）
- 『郵政・特殊法人改革の実効性を問う』（川本裕子との共著 東洋経済新報社 2004/3/6『週刊東洋経済』p.82-84）
- 『統合リスクマネジメントによる競合優位性の確保』（Giacomo Baiziniとの共著 2002/8『The McKinsey Quarterly』p.29-45）
- 『住宅問題の分析と政策の視点』（1996/11 『財政経済研究月報』p.12-18）
- 『広報・PR活動の限界を突破するためにプロフェッショナルが備えるべきこと』（広報会議 2016年6月号）

## 参考資料・外部リンク
- ダイヤモンド社『マッキンゼーリテール・バンキング戦略』著者紹介
- 『統合リスク・マネジメントによる競合優位性の確保』
- 『住宅問題の分析と政策の視点』